# Entwicklungspolitik der Europäischen Union

Flagge der Europäischen Union

Die Entwicklungspolitik der Europäischen Union befasst sich mit Maßnahmen der Entwicklungshilfe gegenüber Drittstaaten. Zu unterscheiden ist sie von der Regionalpolitik, die Hilfeleistungen gegenüber in der Entwicklung zurückgebliebenen Gebieten innerhalb der EU selbst vorsieht. Enge Beziehungen bestehen zur Handels- sowie zur Gemeinsamen Außen- und Sicherheitspolitik.

## Rechtsgrundlagen
Geregelt ist die Entwicklungspolitik in  Art. 208-211 AEUV sowie in dem dazu ergangenen Sekundärrecht. Sie gehört damit der supranational ausgestalteten sogenannten ersten Säule der EU an, der Europäischen Gemeinschaft.
Ziel der Entwicklungspolitik ist nach Art. 21 EUV und Art. 208 AEUV die Förderung einer nachhaltigen wirtschaftlichen und sozialen Entwicklung der Entwicklungsländer, ihre harmonische, schrittweise Eingliederung in die Weltwirtschaft sowie die Bekämpfung der Armut. Weiter soll sie zur Fortentwicklung und Festigung von Demokratie und Rechtsstaatlichkeit sowie zur Wahrung der Menschenrechte in den betroffenen Gebieten beitragen. Auf dem Gebiet der Entwicklungspolitik besitzen die Gemeinschaft und ihre Mitgliedstaaten eine geteilte Zuständigkeit; nach Art. 210 AEUV koordinieren sie ihre Maßnahmen und können auch gemeinsam tätig werden.
Innerhalb der EU werden entwicklungspolitische Maßnahmen nach Art. 209 AEUV vom Rat im Mitentscheidungsverfahren nach Art. 294 AEUV getroffen, was zu einer erheblich stärkeren Beteiligung des Europäischen Parlaments wie auch der Kommission führt als etwa in der Gemeinsamen Handelspolitik. Zuständiger Ausschuss des Europäischen Parlaments ist der Ausschuss für Entwicklung. Zur Entwicklungspolitik trägt auch die Europäische Investitionsbank bei, die gemeinsam mit dem Europäischen Entwicklungsfonds auch den Großteil der finanziellen Mittel bereitstellt.
Neben den autonomen entwicklungspolitischen Maßnahmen kann die EU auf diesem Gebiet auch Verträge mit den betreffenden Staaten nach Art. 207 bzw. 218 AEUV schließen. In diesem Fall ist die Stellung der Kommission als vom Rat beauftragte Verhandlungsführerin stärker, während dem Parlament lediglich ein Anhörungsrecht zusteht.
Das Sonderrechtsregime der Art. 198–204 AEUV gilt schließlich für die Entwicklungspolitik gegenüber den der EU assoziierten Gebieten. Es erklärte weite Teile der Zollunion und des Binnenmarkts für entsprechend anwendbar.

## Allgemeine Entwicklungspolitik
Zunächst gibt es zahlreiche Instrumente und Mechanismen, die gegenüber allen Entwicklungsländern eingesetzt werden.

### Allgemeines Präferenzsystem

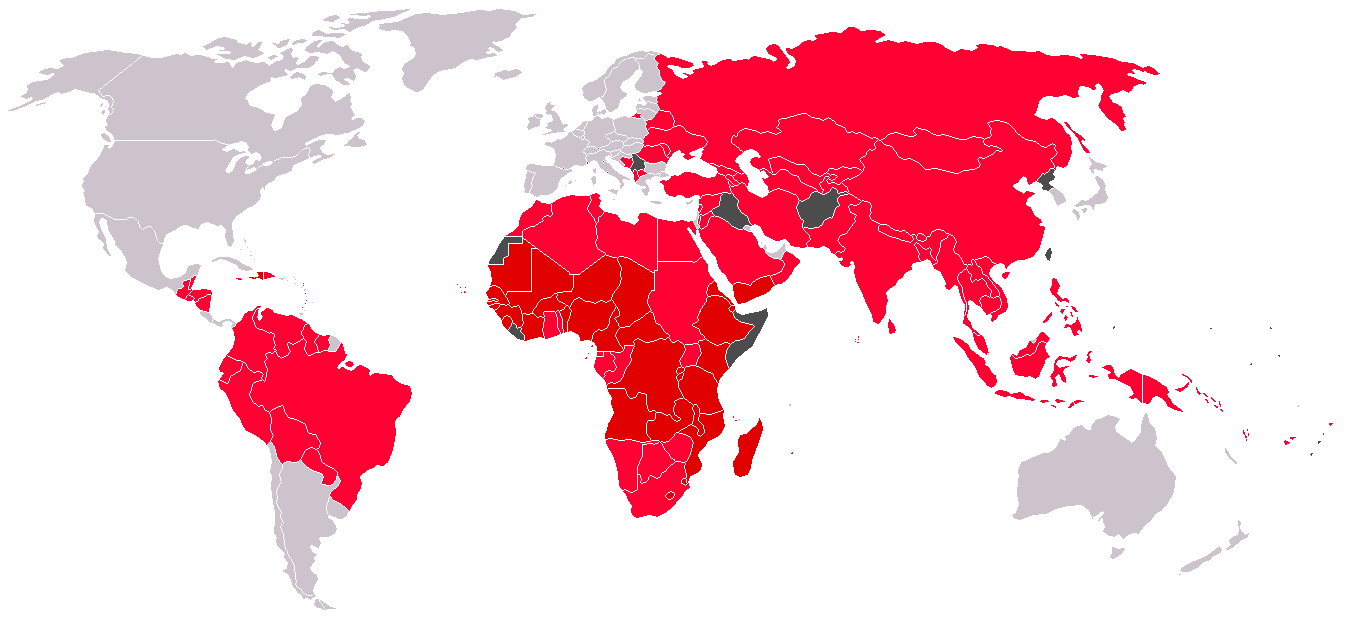
Staaten mit einem HDI < 0,5 bzw. 0,8 (um 2000)

Least Developed Countries (LDC)

Zentrales entwicklungspolitisches Instrument ist das Allgemeine Präferenzsystem (APS), das weitgehende Zollbefreiung für Importe aus den betreffenden Staaten vorsieht. Es arbeitet mit einem komplexen und hoch diversifizierten Anreizsystem, um die Entwicklungsländer zu erwünschtem politischen bzw. wirtschaftlichen Verhalten zu veranlassen. So wird bei sogenannten empfindlichen Waren, die in Konkurrenz zu Produkten von Gemeinschaftserzeugern stehen, eine Zollermäßigung von 8,5 % statt 3,5 % gewährt, wenn der Exportstaat bestimmte Umwelt- und Menschenrechtsstandards einhält. Von der völligen Zollfreiheit für die 49 am wenigsten entwickelten Länder, die Least Developed Countries, sind Waffen ausdrücklich ausgenommen. Dafür wird klassischen „Drogenländern“ Südamerikas sowie Pakistan völlige Zollbefreiung für landwirtschaftliche und gewerbliche Waren zugestanden. Als Sanktion für unlautere Handelspraktiken, die Duldung von Zwangs- oder Kinderarbeit sowie unzureichende Kontrolle bei der Drogenausfuhr können die Präferenzen ausgesetzt werden.

### Rohstoffregime
Des Weiteren beteiligt sich die EU an den multilateralen im Rahmen des Integrierten Rohstoffprogramms der UNCTAD von 1976 geschlossenen Rohstoffabkommen (z. B. Naturkautschuk 1979/95; Tropenholz 1983/94; Olivenöl 1963/86; Weizen 1986; Zucker 1992; Kakao 1993/2001; Kaffee 1994/2001). Meist sehen diese Fördermittel für die Rohstoffproduktion vor, gelegentlich auch „Ausgleichslager“ zur Bekämpfung übermäßiger Preisschwankungen.

### Humanitäre Hilfe

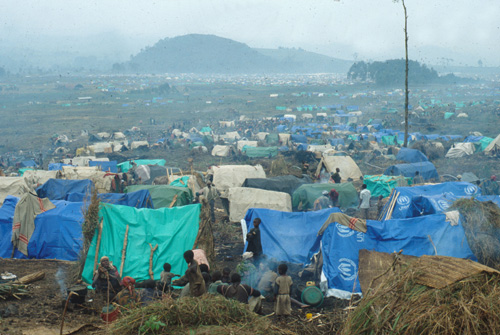
Flüchtlingslager in Ost-Zaire

Die Grundlinien ihrer autonomen humanitären Hilfe legt die EU in Verordnungen nieder, die dann durch Entscheidungen des Europäischen Amts für humanitäre Hilfe (ECHO), einen Sonderdienst der Kommission, umgesetzt werden. Seit 2001 gibt es auch einen allgemeinen Krisenreaktionsmechanismus. Auch im Bereich der humanitären Hilfe gibt es vertragliche Vereinbarungen, wie etwa das Weltgetreidehandelsübereinkommen von 1995.
Im Zuge der Nahrungsmittelhilfe unterstützt die EU auf der Grundlage der Verordnung (EG) Nr. 1292/96 Länder mit strukturellem Nahrungsmittelmangel wie etwa die Staaten der Sahelzone oder solche in konkreten Notsituationen. Auf diese Weise baut sie gleichzeitig Überschüsse aus der Gemeinsamen Agrarpolitik ab. Das Volumen beträgt etwa 0,5 Mrd. € jährlich. Daneben leistet die EU Soforthilfe für die Opfer von Naturkatastrophen wie den Tsunami von 2004 oder die Erdbebenkatastrophe im Iran 2002, sowie Unterstützung für Flüchtlinge etwa in Palästina, Afghanistan, Ostafrika oder Südostasien.

## Privilegierte Entwicklungspolitik

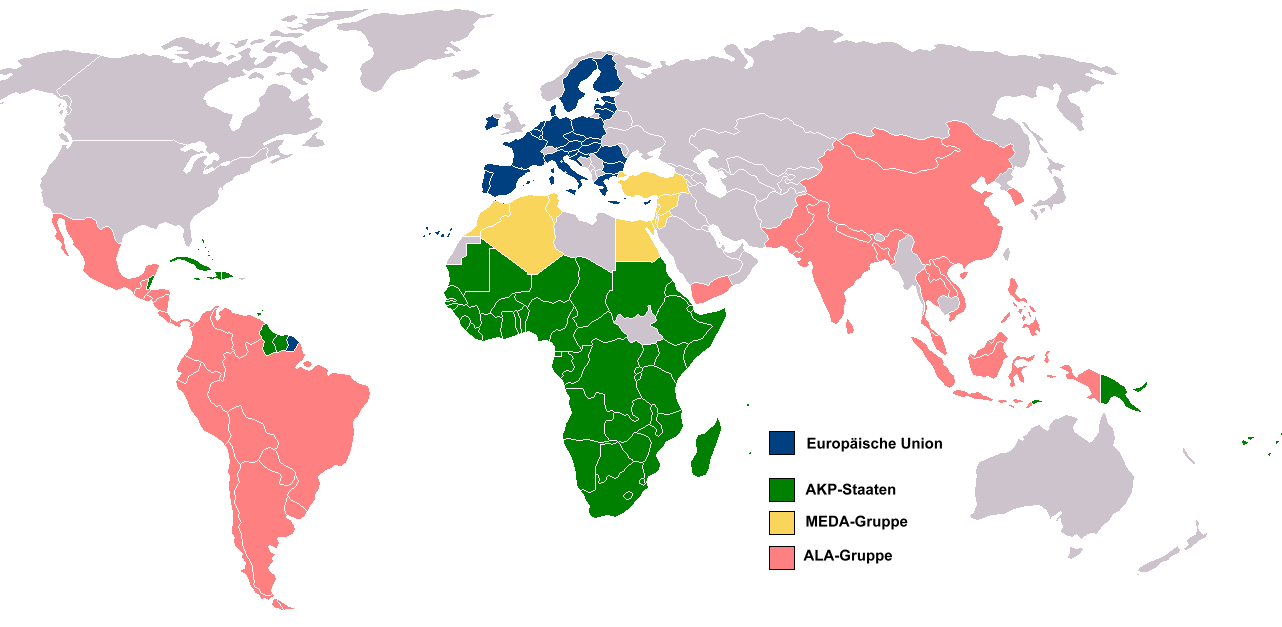
Empfängerländer privilegierter Entwicklungshilfe

Mit einer Reihe von Staaten bzw. Staatengruppen betreibt die EU privilegierte Formen der Entwicklungshilfe. Zu nennen sind insbesondere die der EU assoziierten Gebiete, die AKP-Staaten sowie die MEDA- und die ALA-Gruppe. (2007 ist MEDA im ENPI aufgegangen.)

### Assoziierte Gebiete
Am stärksten entwicklungspolitisch privilegiert sind die nach Art. 198 ff. AEUV der EU assoziierten Gebiete, im Wesentlichen also die Kolonien Frankreichs und später auch Großbritanniens. Im Zuge der Dekolonisierung spielen diese Gebiete keine große Rolle mehr, zumal die französischen Übersee-Départements als Teil des Mutterlands gelten, so dass das Gemeinschaftsrecht auf sie nach Art. 349 AEUV ohnehin weitgehend uneingeschränkt Anwendung findet. Damit bleiben zehn britische, sechs französische und zwei niederländische Gebiete von meist bescheidenen Ausmaßen und insgesamt weniger als einer Million Einwohnern, vgl. Assoziierte Gebiete der EU.

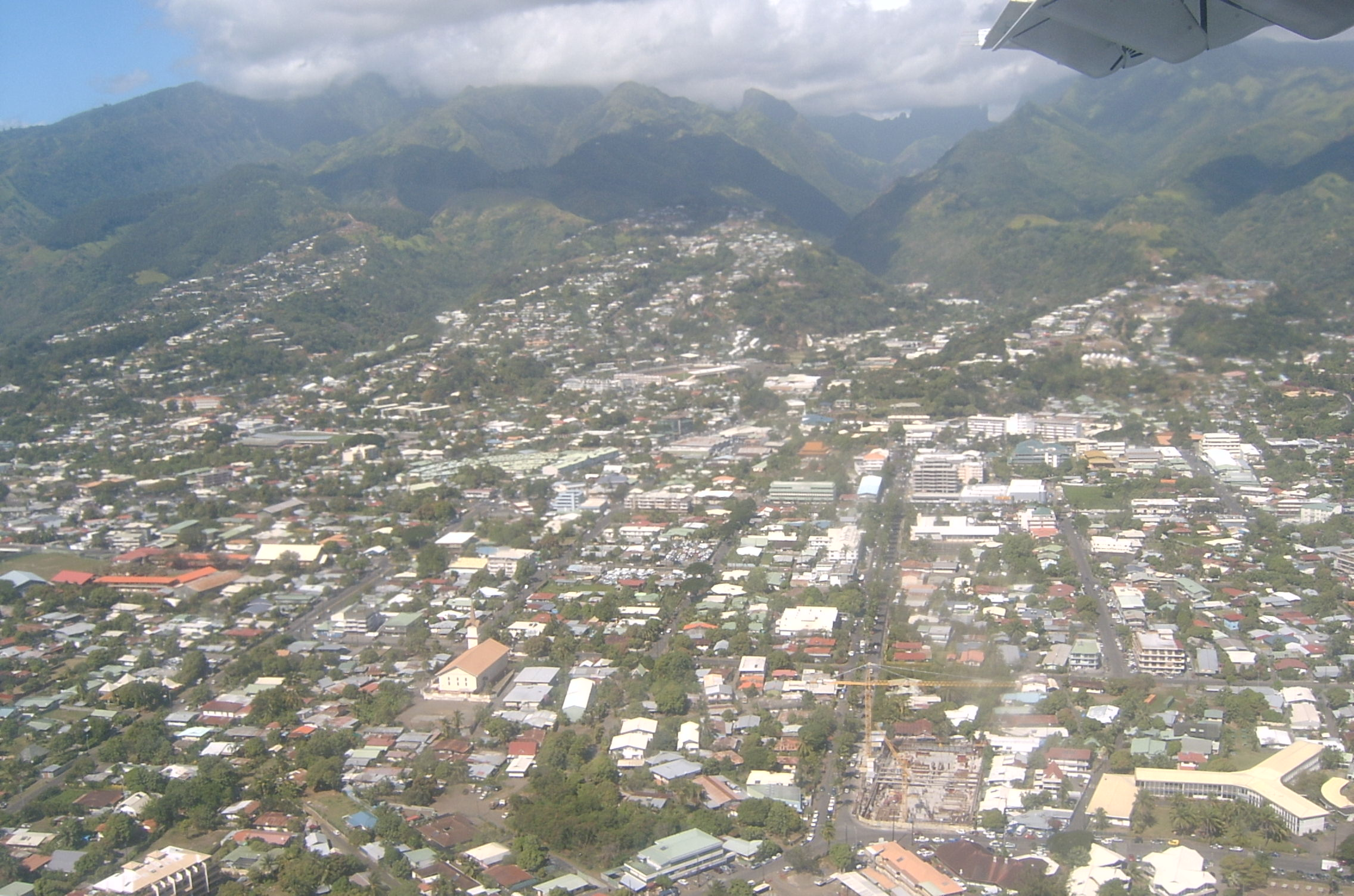
Papeete auf Tahiti

Für die Entwicklungspolitik gegenüber diesen Gebieten gilt ein eigener rechtlicher Rahmen. Die allgemeinen Bestimmungen der Art. 208–211 AEUV werden durch die Spezialvorschriften der Art. 198–204 AEUV verdrängt.
Diese gewähren den assoziierten Gebieten sehr weitgehende Privilegien. So erhebt die EU auf Einfuhren aus ihnen nach Art. 200 AEUV keinerlei Zölle und wendet nach Art. 199 Nr. 1 AEUV die Grundsätze des Binnenmarkts inklusive der Waren-, der Dienstleistungs- und der Kapitalverkehrsfreiheit an; lediglich die Regelung der Niederlassungsfreiheit und der Arbeitnehmerfreizügigkeit bleiben nach Art. 202 AEUV bzw. Art. 199 Nr. 5 AEUV und Art. 203 AEUV besonderen Abkommen bzw. einem Ratsbeschluss (heute: Beschluss 2001/822) vorbehalten. Im Gegenzug unterliegen die assoziierten Gebiete gegenüber der EU nur einem Diskriminierungsverbot, dürfen also die einzelnen EU-Staaten nicht unterschiedlich behandeln. Weiter sieht Art. 199 AEUV die Beteiligung der EU an Investitionen in den assoziierten Gebieten vor. Den dort ansässigen Personen wird überdies diskriminierungsfreier Zugang zu öffentlichen Ausschreibungen und Vergabeverfahren innerhalb der EU gewährt.

### AKP-Staaten
Seit 1964 sind Hauptziel der EU-Entwicklungspolitik die sogenannten AKP-Staaten, also Länder aus den Regionen Afrika, Karibik und Pazifik. Beim Großteil davon handelt es sich um ehemalige Kolonien, die früher unter die Assoziierung gefallen waren. Den Anfang machte das Yaoundé-Abkommen aus dem Jahr 1963.

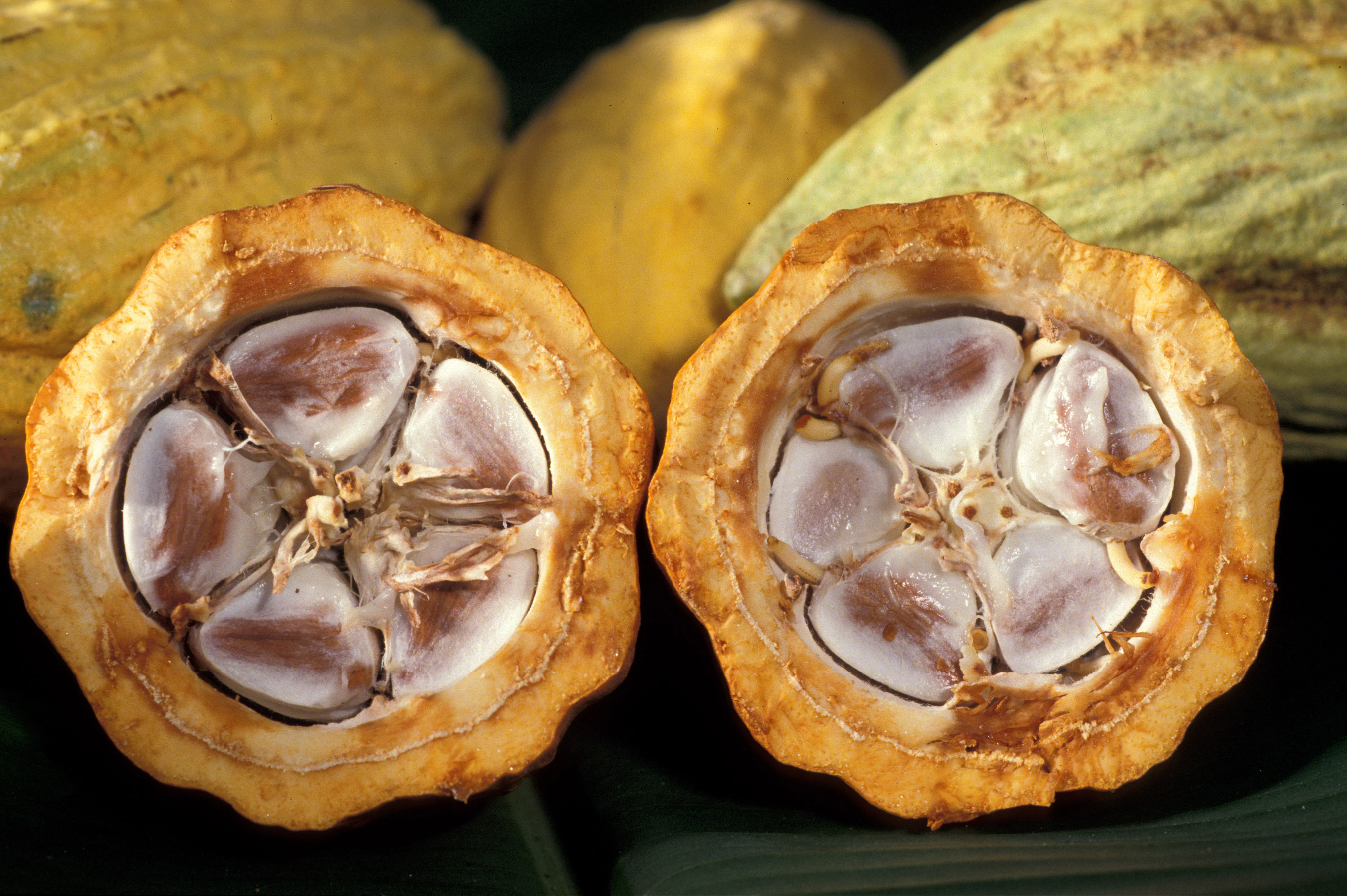
Klassisches AKP-Exportgut: Kakao

Sehr weite Zugeständnisse waren dieser Ländergruppe in den vier Lomé-Abkommen zwischen 1975 und 2000 gemacht worden. So verzichtete die EU einseitig weitgehend auf Einfuhrbeschränkungen aus den AKP-Staaten, während diese lediglich eine Meistbegünstigungsklausel und einem Diskriminierungsverbot unter den EU-Mitgliedstaaten unterlagen. Daneben sahen die Abkommen bestimmte sektorbezogene spezifischen Maßnahmen der EU zur Verbesserung von Umwelt, Gesundheit und Bildung in den AKP-Staaten. Diese verpflichteten sich im Gegenzug zur Einhaltung bestimmter demokratischer und rechtsstaatlicher Standards und zur Wahrung der Menschenrechte. Die Lomé-Abkommen hatten zuletzt ein Volumen von jährlich zirka 2,5 Mrd. €.
Im seit 2000 gültigen Nachfolgeabkommen, dem Cotonou-Vertrag, wurden die einseitigen Handelspräferenzen aufgegeben. Nach einem flexiblen System (FLEX) werden nun stattdessen nach individuellen Strategien für das jeweilige Zielland Zuschüsse oder Risikokapital bereitgestellt, worauf jedoch kein Anspruch besteht. Größerer Wert wird auch auf die politische Komponente wie die Stärkung der Demokratie oder den Dialog über Frieden und Menschenrechte gelegt. Ziel der Änderung war neben der Anpassung der Entwicklungspolitik an die Regularien der Welthandelsorganisation insbesondere auch die Stärkung der Eigenverantwortung der AKP-Staaten. Das jährliche Volumen liegt bei etwa 2,25 Mrd. €.
Bei den Verhandlungen der AKP-Staaten mit der EU über ein neues Freihandelsabkommen im Jahr 2007 wird deutlich, wie ungleich die Kräfteverhältnisse bei diesen Verhandlungen sind. Ab 2008 sind nur noch echte Freihandelsverträge erlaubt, bei denen beide Partner ihre Märkte öffnen. Die Entwicklungsländer müssen dann ihre Märkte für Europa viel weiter öffnen als bisher. Für Afrika hat das dramatische Folgen, für Europa ist es marginal. 40 Prozent des AKP-Außenhandels findet mit der EU statt, nur drei Prozent des EU-Außenhandels mit den AKP-Staaten. In vielen AKP-Ländern könnte der Freihandel zum wirtschaftlichen Ruin führen, da sich solche Länder nicht gegen Billigimporte aus der EU wehren können.
Zwei Jahre bevor das Cotonou-Abkommen 2020 auslief, hatten 2018 Post-Cotonou-Verhandlungen begonnen. Am 15. November 2023 wurde in Apia das Samoa-Abkommen unterzeichnet, das am 1. Januar 2024 in Kraft tritt, allerdings von nur 43 der 79 AKP-Staaten.

### Mittelmeeranrainer (Union für das Mittelmeer)
Im Rahmen des sogenannten Barcelona-Prozesses fördert die EU die Entwicklung der arabischen Mittelmeer-Staaten sowie der Türkei und Israels. Kernstück sind bilaterale Abkommen mit den einzelnen Staaten, die neben weitgehender Zollfreiheit weitere handelspolitische Zugeständnisse sowie auch eine Zusammenarbeit im technisch-wirtschaftlichen Bereich vorsehen. In vielen Fällen liegt sogar eine Assoziierung nach Art. 217 AEUV vor (z. B. Ägypten, Israel). Seit 1997 besteht auch ein Abkommen mit der  Palästinensischen Autonomiebehörde, in dem die EU Wiederaufbauhilfe zusagt. Die Entwicklungshilfe im MEDA-Bereich hat ein jährliches Volumen von zirka 1 Mrd. €.

### Südamerika und Asien (ALA-Gruppe)
Ebenfalls bilateral ist die Entwicklungshilfe für die 35 südamerikanischen und asiatischen Staaten der ALA-Gruppe ausgestaltet. Zu ihnen gehören u. a. alle Mitglieder des Mercosur, des Andenpakts, des Gemeinsamen Zentralamerikanischen Markts und der ASEAN.
Die Verträge sehen finanzielle und technische Hilfe etwa in den Bereichen Landwirtschaft, Umwelt und Familienplanung vor und haben ein jährliches Volumen von zirka 0,75 Mrd. €. Ähnlich wie bei der Entwicklungshilfe zugunsten der AKP-Staaten ist auch hier eine enge Koppelung an die Einhaltung bestimmter politischer Standards durch die Zielländer vorgesehen. Bei deren Verletzung können die Leistungen ausgesetzt oder auf rein humanitäre Maßnahmen beschränkt werden.